# Ipomoea velardei
Ipomoea velardei är en vindeväxtart som beskrevs av O'donell. Ipomoea velardei ingår i släktet praktvindor, och familjen vindeväxter. Inga underarter finns listade i Catalogue of Life.